# Ашково (Смоленская область)
Ашково — деревня в Смоленской области России, в Гагаринском районе. Расположена в северо-восточной части области в 5 км к северу от районного центра на автодороге Гагарин — Карманово на левом берегу реки Гжать. Население — 585 жителей (2007 год). Центр Ашковского сельского поселения.

## История
В середине XIX века в деревне 41 двор и 329 жителей. В начале XX века 52 двора, 252 жителя, работала ветряная мельница.
Деревня полностью перестроена в 1974 году в рамках постановления ЦК КПСС и Совета Министров СССР 1974 г. «О мерах по дальнейшему развитию сельского хозяйства Нечернозёмной зоны РСФСР».

## Инфраструктура
Средняя школа, библиотека, дом культуры, почта, столовая, медпункт, комплексный приемный пункт комбината бытового обслуживания населения, 2 магазина.

## Достопримечательности
- Бюст А. С. Пушкину
- Сквер Памяти погибшим в Великой Отечественной войне 1941—1945.